# 分光測色法

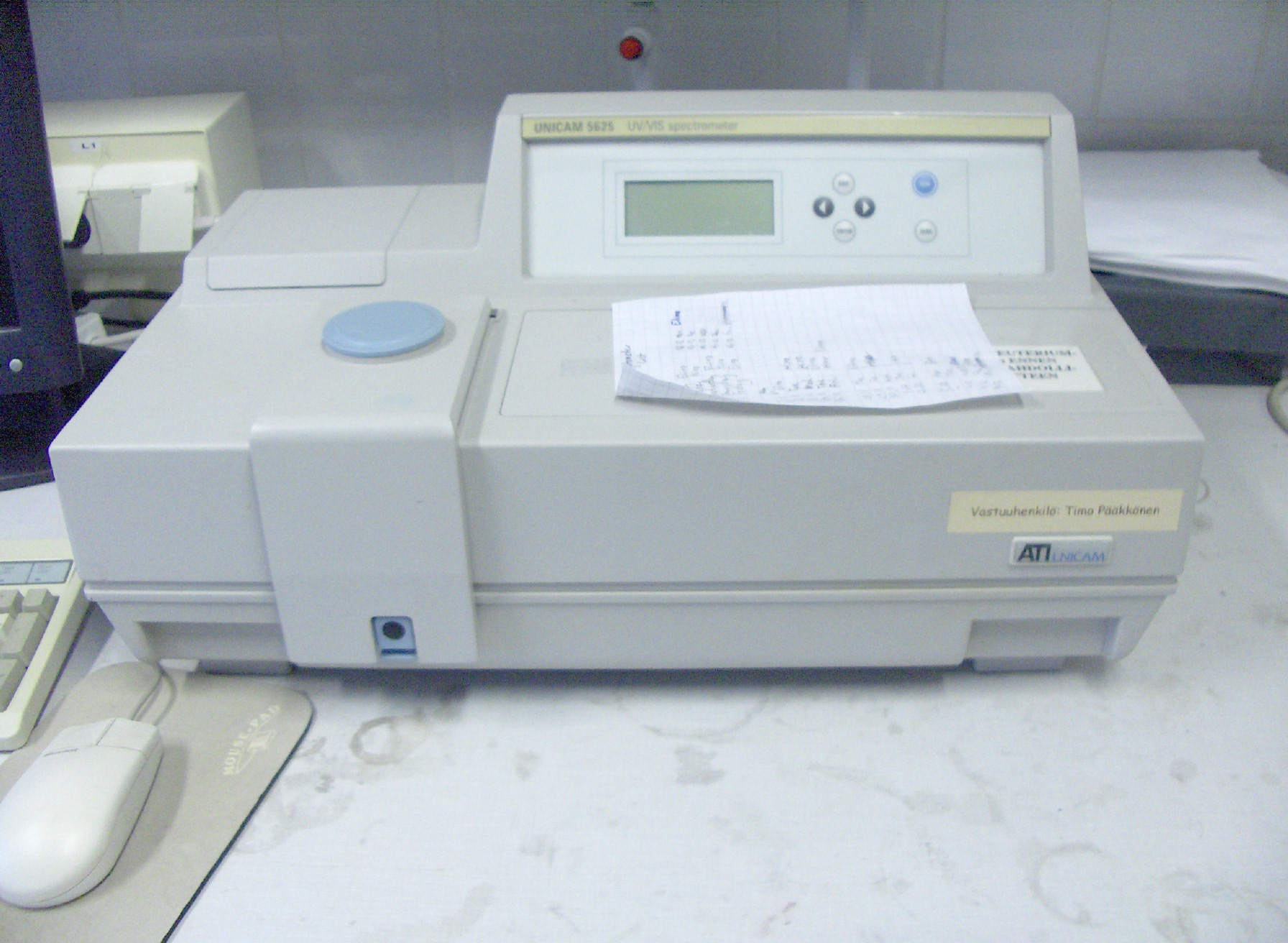
分光測色計

分光測色法（英: Spectrophotometry）とは、物理学における電磁スペクトルの定量的研究手法である。分光法よりも適用範囲が狭く、可視光線、近紫外線、近赤外線を扱う。また、時間分解分光技法も含まれない。
分光測色法では、分光測色計または分光測色器（spectrophotometer）を使う。分光測色計は光度計の一種で、色ごと（より正確に言えば光の波長ごと）の強さを測定する。分光測色計には様々な種類のものが存在する。分類上重要な差異としては、扱える波長の範囲、使用している測定技法の違い、光をスペクトルに分解する技法の違い、測定対象の種類などがある。また、スペクトルの帯域幅と線形な範囲も重要な特性である。
分光測色計の典型的な利用として吸光の測定（吸光光度計）があるが、散乱反射率や鏡面反射率も測定できるよう設計されている。
分光測色計の利用は物理学に限定されない。化学、生物化学、分子生物学などの分野でもよく使われている。

## 設計
分光測色計は、シングルビーム方式とダブルビーム方式に大別される。ダブルビーム式の分光測色計は2つの光路上の光度の比率を測定し、シングルビーム式の分光測色計は絶対光度を測定する。比率測定の方が容易で安定しているが、シングルビーム式の機器にも、ダイナミックレンジが広く、より小型化できるという利点がある。
昔から分光測色計はスペクトル分析にモノクロメーターを使っているが、光センサアレイを使っているものもある。特に赤外線分光測色計にはフーリエ変換赤外分光という技法を使って、スペクトル情報を素早く得るものもある。
分光測色計（特に吸光光度計）は試料を透過した光の割合を定量的に測定する。分光測色計では、光源の光をモノクロメーターで特定の波長の光にする。この光を試料に当て、透過した光を測定する。透過した光の強さをフォトダイオードなどの光検出器で測定し、その波長の透過率が計算される。
分光測色計（吸光光度計）を使う際には、以下のようなことが起きている。
1. 光源の光が試料を透過する。
2. 試料は光を吸収する。
3. 検出器が試料によって吸収された光の量を検出する。
4. 検出器がその光の量を数値化する。
5. 数値は直接図示される場合もあるし、コンピュータに送られてさらに操作される場合もある。

多くの分光測色計は "zeroing" と呼ばれる較正を必要とする。吸光度の基準となるもの（基準紙と呼ばれる白い紙など）で基準値を設定することで、他の試料の値はその基準（ゼロ）となる値との相対値になる。

## 紫外線と可視光の分光測色計
最も一般的な分光測色計は、紫外線と可視光線を対象とし、近赤外線も同時に扱える機器もある。
400nmから700nmの可視光線を扱う分光測色計は、特に比色定量（colorimetry）に使われる。インク製造業者、印刷業者、織物製造業者などが比色定量（色彩の特定）によるデータを必要とする。一般に可視光のスペクトル範囲を20ナノメートル毎に測定してスペクトル反射率曲線を作成する。この曲線を使って、新たな着色剤が要求された色彩になっているかを調べる。
一般的な可視光用分光測色計は試料に蛍光性があるかどうかを検出できない。印刷用インクの1つ以上が蛍光性の場合、印刷物の色を管理できなくなる。蛍光性のある着色料については、bi-spectral 蛍光分光測色計を用いる。可視光の分光測色計には d/8（拡散照明、8°受光方式）と 45/0（45°リング照明、垂直受光方式）がある。科学者は、試料内の化合物の量を測定するのにこの機械を利用する。化合物が多く含まれていると、光が多く吸収される。小さい範囲では、ランベルト・ベールの法則が成り立ち、試料の濃度と光の吸収との間に線形な関係が成り立つ。
試料は一般にキュベットに入れられる。測定したい範囲によって、ガラス製、合成樹脂製、石英製のキュベットを使い分ける。

## 赤外線分光測色
赤外線を主に扱う分光測色計は、技術的に他とはかなり異なるものが要求される。その要因の1つとして赤外線用光センサが他の波長とは異なるということもあるが、熱を持っているあらゆる物体が特に5μmを超える波長の赤外線を放射しているという問題もある。
また、可視光を透過するガラスやプラスチックなどが赤外線を吸収する性質があるため、構造を共通化できないという事情もある。理想的な光学材料としては塩があり、これはあまり赤外線を吸収しない。赤外線分光測色の試料は、臭化カリウムの2つの円盤で挟むか、臭化カリウムと共にすりつぶしてペレットを形成する。水溶液を試料とする場合は、不溶性の塩化銀でセルを形成する。

## 分光放射計
分光放射計（Spectroradiometer）は分光測色計と同様に可視光を扱い、試料のスペクトル密度を測定する。
1. 光源の光が試料に反射したり、試料を透過する。
2. その反射光や透過光を検出し、どれだけの光が反射または透過したかを測定し、それを数値化する。